# Janusz Bogucki (pisarz)
Janusz Bogucki, pseud. Boguc (ur. 20 maja) – polski pisarz, autor literatury fantastycznej oraz grafik komputerowy
W 1993 opublikował w miesięczniku Fenix (8/93) opowiadanie Turniej, czyli Nie ma to jak magia, za które otrzymał nominację do Nagrody im. Janusza A. Zajdla.
Był wiceprezesem Klubu Fantastyki „Abyna”, działał również w Gdańskim Klubie Fantastyki.
W 2006 w antologii jubileuszowej Nie ma to jak szczęście, wydanej przez Gdański Klub Fantastyki zostały opublikowane trzy opowiadania Boguckiego: Turniej, czyli Nie ma to jak magia, Pewien dzień z życia pana JanaK i Ad usum Delphini. W 2014 jego opowiadanie Jastrzębie Pola zostało nagrodzone w konkursie literackim na Nordconie 2014.
Pracuje jako grafik komputerowy zajmujący się animacją 2D i 3D. Pracował m.in. w ITI Film Studio. Mieszka w Warszawie.